# Lacmellea abbreviata
Lacmellea abbreviata är en oleanderväxtart som beskrevs av J.F.Morales. Lacmellea abbreviata ingår i släktet Lacmellea och familjen oleanderväxter. Inga underarter finns listade i Catalogue of Life.